# Dioscorea de-mourae
Dioscorea de-mourae är en enhjärtbladig växtart som beskrevs av Edwin Burton Uline och Reinhard Gustav Paul Knuth. Dioscorea de-mourae ingår i släktet Dioscorea och familjen Dioscoreaceae. Inga underarter finns listade i Catalogue of Life.